# Thaicom 3
Thaicom 3 war ein thailändischer Fernsehsatellit der Thaicom Serie und 1991 gegründeten Shin Satellite Public Company Limited, einem Tochterunternehmen der Shin Corporation mit Sitz in Thailand. Die Shin Satellite Public Company Limited heißt heute Thaicom Public Company Limited.
Thaicom 3 wurde 1997 vom Weltraumbahnhof Kourou an Bord einer Ariane-4-Trägerrakete ins All befördert, seine erwartete Lebensdauer betrug etwa 14 Jahre. Am 2. Oktober 2006 wurde er nach einer Umpositionierung auf 50,5° Ost aufgrund des hohen Energieverlustes außer Dienst gestellt.

## Empfang
Der Satellit konnte in Asien, Afrika, Australien und Europa empfangen werden.
Die Übertragung erfolgte im C- und Ku-Band.